# 江西观察使
江西观察使，唐朝在今江西省设立的观察使。
758年，洪吉都团练守捉观察处置使，下辖洪州、吉州、袁州、抚州、虔州，760年，增加信州。广德二年（764年）改洪吉都团练守捉观察处置使为江南西道观察使，通称江西。783年—785年，为节度使，788年增加洪州。865年—874年，为江西节度使。龙纪元年（889年），建号镇南军，改为镇南军节度使。治所在洪州（今江西省南昌市）。管辖洪州、江州、信州、袁州、抚州、饶州、虔州、吉州。相当于江西省全境。宋朝初年废除。

## 历代節度使
- 韦儇（758年—759年）
- 韦元甫（759年—761年）
- 张休（762年）
- 张镐（762—764年）
- 李勉（764—767年）
- 魏少游（767年—771年）
- 路嗣恭（772年—773年）
- 李佐（大历年间）
- 杜亚（778年—779年）
- 张镒（779年）
- 崔昭（779年—780年）
- 鲍防（780年—782年）
- 李皋（782年—785年）
- 李兼（李谦）（785年—791年）
- 裴胄（791年—792年）
- 李衡（792年）
- 齐映（792年—795年）
- 路寰（795年—797年）
- 李巽（797年—805年）
- 杨凭（805年—807年）
- 韦丹（807年—810年）
- 李少和（810年—811年）
- 崔芃（811年—812年）
- 裴堪（812年—818年）
- 裴次元（818年—820年）
- 王仲舒（820年—823年）
- 李绅（823年，未就任）
- 薛放（823年—825年）
- 殷侑（825年—826年）
- 李宪（826年—828年）
- 沈传师（828年—830年）
- 裴谊（830年—833年）
- 吴士矩（吴士智）（833年—836年）
- 罗让（836年—837年）
- 敬昕（837年—839年）
- 李款（839年—840年）
- 裴休（841年—843年）
- 周墀（844年—846年）
- 纥干众（847年—849年）
- 裴俦（849年—850年）
- 周敬复（850年—853年）
- 崔黯（853年）
- 郑祗德（854年—855年）
- 张毅夫（856年—857年）
- 郑宪（857年—858年）
- 韦宙（858年—861年）
- 裴坦（861年—864年）
- 严譔（865年—868年）
- 李骘（868年—871年）
- 杨戴（871年—872年）
- 崔安潜（872年—875年）
- 独孤云（875年—876年）
- 高湘（877年—878年）
- 高茂卿（880年—882年）
- 闵勖（882年，未实领）
- 钟传（882年—906年）
- 刘汾（892年，未任？）
- 钟匡时（906年）
- 杨渥（906年—907年）（兼领）
- 秦裴（906年）
- 刘威（906年—914年）
- 卢光稠（910年，朱晃所任，遥领）
- 刘信（914年—925年）
- 徐知诲（925年）
- 袁建丰（926年—928年，李亶所任，遥领）
- 徐知谏（929年—931年）
- 徐知询（931年—934年）
- 李德诚（934年—940年）
- 徐玠（940年—942年）
- 宋齐丘（942年—943年）
- 周宗（944年—947年）
- 宋齐丘（947年—951年）
- 马希萼（951年—952年）
- 宋齐丘（953年—955年）
- 李景遂（958年—959年）
- 李从善（959年—961年）
- 李从镒（961年—965年）
- 林仁肇（965年—972年）
- 朱令赟（972年—974年）
- 柴克贞（974年）